# Къща на улица „9 ноември“ № 30
Къщата на улица „9 ноември“ № 30 (на македонска литературна норма: Куќа на улица „9 Ноември“ број 30) е възрожденска къща в град Велес, Северна Македония. Сградата е обявена за значимо културно наследство на Република Македония.

## История
Къщата е разположена на улица „9 ноември“ № 30, в махалата Долни дюкяни на Стария град, близо до Хаджиконстантиновата и Касаповата къща. На изток опира о Главиновата къща. Заедно с нея изгаря в 1972 година и в 1973 – 1974 година е факсимилно възстановена.

## Архитектура
Сградата има сутерен (9 m2), приземие (48 m2) и етаж (55 m2) с обща площ 112 m2. Фасадата е иззидана от камък в приземния и сутеренния пояс с видими дървени кушаци по хоризонталата. Етажът е измазана паянтова конструкция. Част от етажа е еркерно издаден към улицата в триъгълна форма. Прозорците са с традционни за велешката къща рамки.